# Eishockey Club Winterthour
L'Eishockey Club Winterthour (abrégé EHC Winterthour, en allemand EHC Winterthur) est un club de hockey sur glace de la ville de Winterthour dans le canton de Zurich en Suisse.

## Histoire
L'EHC Winterthour est fondé en 1929. le club joue d'abord au Walcheweiher. En 1957, ouvre l'Eisbahn Zelgli.
En 1961, il accède à la première fois à la Ligue nationale B et se maintient deux années jusqu'en 1963. Après la descente en 1re ligue, le 30 mai 1963, l'Eishockey Club Winterthur fusionne avec l'autre club de la ville, l'Eishockey Club Veltheim, pour devenir le Rot-Weiss Winterthur. La date de création du club professionnel est considéré comme celle de 1963.
Sous ce nom durant six ans, le club joue une saison en LNB en 1969. Le 22 avril 1980, il reprend l'ancien nom d'EHC Winterthur. De 1983 à 1985, le club joue en quatrième division.
En 2002, le club joue dans une nouvelle patinoire, l'Eishalle Deutweg (de) ; l'Eisbahn Zelgli est démolie. Le club a pour ambition de remonter en LNB, mais échoue à plusieurs reprises dans les play-off. Lors de la saison 2007-2008, il perd la finale sur tapis vert après un recours de l'EHC Zuchwil Regio. Lors de la saison 2009-2010, l'EHC Winterthour remporte le titre du championnat suisse amateur mais refuse la montée en LNB pour des raisons financières.
Winterthour devient champion suisse amateur à l'issue de la saison 2014-2015, survolant le tour final pendant lequel le club est opposé au EHC Wiki-Münsingen et HC Sion-Nendaz 4 Vallées (5 victoires en autant de matchs). À la suite de l'acceptation de son dossier par la Ligue suisse, l'équipe est promue en LNB.

## Patinoire
L'EHC Winterthour joue ses matchs à domicile à la Eishalle Deutweg (de). La salle construite en 2002 a une capacité de 2496 spectateurs en nombre de sièges. Au cours de la saison 2008-2009, l'équipe première a eu une participation moyenne de 942 spectateurs.

## Joueurs
| No    | Nom                | Nat. | Position  | Arrivée                          |
| ----- | ------------------ | ---- | --------- | -------------------------------- |
| +025, | Michal Chmel       |      | Gardien   | 2023 - HC Arosa                  |
| +026, | Damian Stettler    |      | Gardien   | 2023 - SCL Tigers                |
| +006, | Gianluca March     |      | Défenseur | 2023 - HC Pustertal-Val Pusteria |
| +011, | Hans Pienitz       |      | Défenseur | 2023 - SC Langenthal             |
| +027, | Marc Steiner       |      | Défenseur | 2022 - HC Viège                  |
| +034, | Yannick Hänggi     |      | Défenseur | 2023 - EHC Olten                 |
| +037, | Nicolò Ugazzi      |      | Défenseur | 2023 - HC Lugano                 |
| +052, | Bo Salerno         |      | Défenseur | 2023 - HC Arosa                  |
| +081, | Dario Bartholet    |      | Défenseur | 2022 - EHC Kloten                |
| +004, | Jayson Ren         |      | Attaquant | 2023 - Lausanne                  |
| +008, | Hannes Kobel       |      | Attaquant | 2023 - Eishockey Club Dübendorf  |
| +009, | Gianluca Ogi       |      | Attaquant | 2023 - EHC Kloten                |
| +010, | Yanick Gil Antenen |      | Attaquant | 2023 - EV Zoug                   |
| +015, | Jannik Fröwis      |      | Attaquant | 2023 - EC Kitzbühel              |
| +017, | Matt Fonteyne      |      | Attaquant | 2023 - Université de l'Alberta   |
| +018, | Alexis Valenza     |      | Attaquant | 2021 - SC Lyss                   |
| +019, | Louis Betschmann   |      | Attaquant | 2023 - EV Zoug                   |
| +044, | Anthony Staiger    |      | Attaquant | 2021 - EHC Kloten                |
| +061, | Dominic Forget     |      | Attaquant | 2023 - HC Viège                  |
| +071, | Devin Muller       |      | Attaquant | 2023 - Hockey Club Bâle          |
| +088, | Robin Lekic        |      | Attaquant | 2022 - EHC Kloten                |
| +092, | Joshua Lawrence    |      | Attaquant | 2023 - Mooseheads d'Halifax      |